# Julian Fau
Julian Fau (* um 1986) ist ein deutscher Jazzmusiker (Schlagzeug).

## Wirken
Fau studierte nach dem Abitur am Dietrich-Bonhoeffer-Gymnasium Oberasbach ab 2005 Jazz-Schlagzeug an der Musikhochschule Nürnberg, wo er sein Diplom 2009 „summa cum laude“ erhielt. Von 2009 bis 2011 absolvierte er am Conservatorium van Amsterdam das Masterstudium bei Martijn Vink und Marcel Serierse. Während des Studiums gehörte er 2010/2011 zum Bundesjazzorchester und war an dessen CDs BuJazzO Vol. 9 Originals und City Grooves beteiligt.
Fau gehörte zum Trio Treibhaus, mit dem das Album Portrait in Black and White (2008) entstand und zum kollaborativen Quintett Jean Quadrat (Departure, 2015). Mit dem Keyboarder Jochen Pfister und dem Gitarristen Frank Wuppinger gründete er die EAZZ-Band. Auch war er Mitglied in den Gruppen von Johannes Ludwig (Airborne), Rebecca Trescher, Davide Petrocca, Jermaine Landsberger und Christian Elsässer. Des Weiteren spielte er im Sunday Night Orchestra und mit Musikern wie Gregor Bürger, David Gazarov, Ulf Wakenius, Peter O’Mara, Denis Gäbel, Peter Fulda, Helmut Kagerer und Paulo Morello. Zudem ist er auf Alben von Alexander Bühl, Maria Baptist, dem Max Leiß Trio, Sebastian Böhlen Trio, Klaus Graf NUE Quartett, Norbert Nagel, Thilo Wolf und Sandro Roy zu hören. 
Außerdem ist Fau als Musiklehrer tätig und Leiter der Big Band an der Nürnberger Musikschule Musication.

## Preise und Auszeichnungen
Fau ist dreimaliger Preisträger des „Bruno-Rother-Jazz-Wettbewerb“ in Fürth. Zudem erhielt er 2006 den Talentförderpreis der Stadt Fürth. 2016 belegte er den 2. Platz beim Neuen Deutschen Jazzpreis in Mannheim mit dem Johannes Ludwig Quartett, den 2. Platz beim Wettbewerb Future Sounds der Leverkusener Jazztage mit Rebecca Treschers Ensemble 11 und erhielt den Bayerischen Kunstförderpreis mit dem Christian Elsässer Jazz Orchestra.